# Piô Ngô Phúc Hậu
Piô Ngô Phúc Hậu (ông sinh ngày 9 tháng 5 năm 1936) là một linh mục truyền giáo của Giáo hội Công giáo Roma. Ông cũng là một nhà văn, nhà báo với rất nhiều tác phẩm được công chúng biết đến. Ông nguyên là phó chánh xứ của Nhà thờ chính tòa Cần Thơ, nguyên Giám đốc Trường trung học Đồng Tâm tại Cần Thơ, nguyên chánh xứ Bảo Lộc, Cà Mau và chánh xứ Cái Rắn, Cà Mau.. 

## Sự nghiệp
Ngô Phúc Hậu còn được gọi là Tám Hậu, ông sinh ngày 9 tháng 5 năm 1936 tại xã Hiền Quan, huyện Tam Nông, tỉnh Phú Thọ, thuộc giáo xứ Hiền Quan, giáo hạt Tây - Nam Phú Thọ, Giáo phận Hưng Hóa.
Từ năm 1955 đến năm 1961, ông theo học tại Đại chủng viện Thánh Tôma và học viện Lê Bảo Tịnh.
Năm 1962 đến năm 1964, ông học tại Đại chủng viện Thánh Giuse Sài Gòn. Ông được thụ phong linh mục vào ngày 10 tháng 05 năm 1964 tại Cần Thơ.
Năm 1965 linh mục Hậu là phó chánh xứ của Nhà thờ chính tòa Cần Thơ và Giám đốc Trường Trung học Đồng Tâm tại Cần Thơ. Từ năm 1967 đến 1971, ông là Giám đốc trường Trung học Đồng Tâm tại Cần Thơ.
Bắt đầu từ năm 1971 đến năm 1975 khi Việt Nam thống nhất, ông thi hành mục vu truyền giáo tại Năm Căn, Cà Mau. Từ năm 1979 đến năm 1994, ông là Chánh xứ Bảo Lộc, Cà Mau. Từ năm 1994 đến năm 2010, ông làm Chánh xứ Cái Rắn, Cà Mau. Từ năm 2010 đến nay, ông nghỉ hưu và truyền giáo tại Giáo phận Hưng Hóa, quê hương của ông.

## Cuộc sống
Linh mục Piô Ngô Phúc Hậu làm việc không ngừng nghỉ cho dù tuổi của ông ngoài 70. Ông vẫn lội bộ băng ruộng đồng dưới trời nắng cháy đi thăm giáo dân và truyền giáo. Ông chọn lối sống rất bình dân cùng những nông dân mà mình truyên giáo. Dù linh mục Hậu bị mắt phải hỏng và tai phải yếu, nhưng ông lại cho rằng "Có khi tôi mù và điếc lại nảy sinh ra nhiều sáng kiến truyền giáo hơn là sáng mắt và thính tai!". Linh mục truyền giáo Ngô Phúc Hậu có lối nói chuyện dí dóm, hóm hỉnh, sâu sắc và thu hút người nghe. Ông có cách suy nghĩ về công việc truyền giáo khác với một số tu sĩ. Ông không tha thiết lắm với việc xây nhà thờ, ông cho rằng xây dựng con người là cần trước đã.
Ngoài công việc mục vụ, truyền giáo của linh mục, ông thường viết văn, viết báo và thường được mời tham gia những Khóa thường huấn Linh mục của các Giáo tỉnh về công tác truyền giáo, dạy giáo lý cho thiếu nhi, hội thảo giới trẻ của Hội đồng Giám mục Việt Nam

## Tác phẩm
Ông viết nhiều truyện ngắn dưới dạng hồi ký, nhật ký, tự thoại, tùy bút. Các tác phẩm của ông được xuất bản và đăng trên nhiều báo Công giáo. Rất nhiều những bài viết của ông được đăng trên báo Báo Công giáo và Dân tộc. Các bài viết của ông chứa nhiều giá trị nhân văn nên được cả người ngoài đaọ Công giáo biết đến và mến mộ. Một số tên tác phẩm:
1. Nhật Ký Truyền giáo, xuất bản lần đầu tại Sài Gòn năm 1996, in ba lần ở Hoa Kỳ năm 1999, 2000, 2006.
2. Viết Cho Em, Sài Gòn, 2002. Do Nhà xuất bản Văn Nghệ Thành phố Hồ Chí Minh xuất bản và là ấn phẩm ăn khách nhất của năm.
3. Nhật Ký Đức Giê-su, Sài Gòn, 2005.
4. Dấu Chân Của Chúa [5].
5. Linh mục Của Ai
6. Vatican II
7. Canh Tân Giáo hội từ dưới lên trên
8. Chòi thờ và Nhà thờ
9. Vai trò Giáo Dân trong việc truyền giáo
10. Vai trò của người phụ nữ trong Giáo hội
11. Công Bằng Xã hội
12. Hội Nhập Văn Hoá
13. Thờ cúng tổ tiên
14. Cây roi của mục vụ
15. Ăn chay và kiêng thịt
16. Cộng đồng cơ bản
17. Những căn bản của đạo lý
18. Giáo xứ Caphacnaum
19. Anh em
20. Nhớ về Năm Căn
21. Đi tìm thợ gặt
22. Hòa nhập vào môi trường truyền giáo
23. Người hành khất
24. Tin mừng bố thí hay Tin mừng giải phóng
25. Đức Phật mến yêu
26. Ngày hưu lễ vì con người
27. Tản mạn về Vaticano II
28. Công bằng xã hội
29. Phát triển dân sinh
30. Bà Năm
31. Chị Chín
32. Phụ nữ
33. Đám tang bà Năm
34. Hạt giống âm thầm
35. Cộng đồng cơ bản
36. Những cái tết trong đời truyền giáo
37. Từ ngữ nhà đạo
38. Khánh nhật truyền giáo
39. Lòng bao dung
40. Cây roi trong mục vụ
41. Cúng cơm
42. Múa lửa, dị đoan chăng?
43. Nhà thờ
44. Ngắm Đức Giêsu
45. Cái Rắn của tôi
46. Trái sầu riêng
47. Hội nhập văn hóa
48. Những khoảng trống còn lại
49. Hiện diện và loan báo
50. Đi
51. Buồn vui Cái Rắn
52. Đi tìm chiên
53. Những kỷ niệm về loài chó
54. Răng đen
55. Buồn
56. Kiêng thịt và ăn chay
57. Không ngờ
58. Ở cuối đường hầm
59. Đổi mới
60. Đi lang thang
61. Như chuyện tiếu lâm
62. Gió từ đâu đến?
63. Nước trời giống như trái mắm
64. Cơn bão số 5
65. Sau cơn bão số 5
66. AGAPÊ: ăn vì yêu, ăn để yêu ....
67. Sau một cuộc gặp gỡ
68. Đọc Thánh kinh
69. Linh mục của ai
70. Áo nhà tu
71. Người biệt phái cầu nguyện
72. Lòng khiêm tốn là chứng tá Tin mừng
73. Đến với người nghèo[13][14][15].

## Công việc truyền giáo
Trong hơn 10 năm thực hiện công việc truyền giáo tại địa điểm Cái Rắn, Cà Mau, linh mục Ngô Phúc Hậu đã thực hiện rửa tội cho hơn 2000 người. Ông giúp cho người dân tại các giáo điểm truyền giáo những công việc như đổ bê-tông cho hơn 4.790m đường, xây 20 cây cầu bắc qua các con rạch, đào gần 200 giếng nước, xây 60 căn nhà tình thương cho người nghèo, xây dựng một tổ y tế với chi phí mỗi năm trên 100 triệu đồng Việt Nam. Ông cũng trợ cấp học bổng cho học sinh nghèo với chi phí khoảng 200 triệu đồng mỗi năm.

## Đánh giá
- "... Linh mục Piô Ngô Phúc Hậu, một vị truyền giáo nổi tiếng của vùng Năm Căn Cà Mau sông nước mênh mông. Nay, Ngài đã trở về quê hương Hưng Hóa và nhập tịch địa phận Hưng Hóa. Với kinh nghiệm truyền giáo tuyệt vời và sâu sắc, Ngài đã giúp linh mục đoàn Đà Lạt ý thức hơn về việc truyền giáo, đặc biệt việc loan báo Tin Mừng cho lương dân như lời chân phước Gioan Phaolô II đã nhấn mạnh " đến với muôn dân " (Ad gentes)"_trích bài tổng kết tĩnh tâm của linh mục đoàn Đà Lạt do Tòa Giám mục Đà Lạt viết

## Câu nói
- "Xin anh chị em luôn nhớ đến những người lương nghèo khó và quê hương Việt Nam.".
- "Truyền giáo là đem sự yêu thương, đem Chúa đến mọi người, không phân biệt trong đạo hay ngoài đạo, vì Chúa là Tình Yêu".